# 地球意識計画
地球意識計画（ちきゅういしきけいかく、英: Global Consciousness Project、略はGCP）は、1998年に開始された超心理学の実験であり、物理世界と地球的な意識とが相互作用を起こしているという可能性を検出することを試みている。本計画は、各地域に分散したハードウェア乱数生成器のネットワークを観察することで、大勢の人々が、世界の出来事に対しての広範囲の感情的な反応や注目した期間との結びつきから生じる、異常な出力を発見することを目指している。ディーン・ラディンは計画の主要メンバーの一人。本計画はInstitute of Noetic Sciencesが私的に出資したもので、およそ100名の研究科学者と技術者が国際的に共同研究を行っていると説明される。
ロバート・キャロル、ラーセン・クラウスのような懐疑論者らは、データがどのように選択され解釈されるかという点について、地球意識計画の方法論を特に疑問視しており、この計画によって報告されている異常とされるデータは、最終的に、超常現象あるいは地球意識という信念を裏付けることができないような、パターン認識と選択バイアスの結果である、と指摘している。実験データが公開されていると言われている。しかし、メイらが2001年9月11日のデータを分析したところ、この計画の仮説によって得られた統計的に有意な結果というのが、偶然にすぎなかったものであり、替わりの分析手法を使ったところ、偶然的な偏差しか得られないという結論が得られた。:2
日本では、乱数生成装置(RNG)は明治大学の石川幹人の研究室に存在する。